# I Am Jerry
I Am Jerry ist eine vierköpfige deutschsprachige Band aus Sprockhövel, Nordrhein-Westfalen. 

## Geschichte
Die Band existiert seit 2008 und besteht aus den Brüdern Julian und Timm Kleinert sowie Feras Kaddoura und Leonard Müller-Klönne. Musikalisch sind sie zwischen Indie-Electro-Rock und Hip-Hop-Ästhetiken anzusiedeln. Laut eigener Aussage, machen sie „den Sound, den sie selbst in Deutschland vermissen“. Sie gewannen 2011 den Ringrocker Bandcontest und kamen so zu einem Auftritt bei Rock am Ring. Nach dem Auftritt vor rund 5000 Zuschauern auf der Clubstage wurde es still um die Band, da sie für die nächsten drei Jahre ins Studio ging, um ihren eigenen Sound zu finden. In dieser Zeit fand auch der Wechsel von Englisch auf Deutsch statt.
Seit 2014 sind I Am Jerry bei dem Label Warner Music unter Vertrag. Im Mai 2015 brachten sie ihren Debüt-Song Vollkontakt heraus, welcher von der alternativen Zeitschrift Vice und ihrem Musikableger Noisey als die „erste trashy Kanye-West-Actionfilm-Adaption auf Deutsch“ betitelt wurde. Darauf folgte eine weitere Veröffentlichung des Songs Alles muss neu, welcher weitere drei Monate später einen Remix mit Featuregast Olexesh bekam. 
Am 5. Oktober 2015 traten sie bei Circus Halligalli auf. Am 12. August 2016 erschien ihr Debütalbum Habicht.
2016 spielte die Band auf unzähligen Festivals, unter anderem gemeinsam mit Deichkind und Wanda auf dem Hurricane Festival.

## Diskografie
- 2016: Habicht (Album)

## Auszeichnungen
- 2011: Ringrocker Bandcontest